# Богослужения среды и пятницы сырной седмицы
Богослуже́ния сре́ды и пятка́ сы́рной седми́цы — две почти одинаковые аллилуйные службы в преддверии Великого поста православной церкви. На этих продолжительных службах уже исполняются великопостные песнопения и другие покаянные молитвословия. В эти два дня Сырной седмицы не совершается Литургия.

## Вечерня вседневная
Если богослужебный день не совпал ни с каким полиелейным или бденным праздником, то вечерня служится вседневная. Прокимен дня. «Сподоби Господи…». На стиховне стихиры Триоди, глас 3-й (с припевами обычными).
После «Ныне отпущаеши…» и Трисвято́го по «Отче наш…» священник из алтаря через северную диаконскую дверь выходит на солею и становится на амвон. Клирос поёт:
- «Богоро́дице Де́во, ра́дуйся,..» — при этом священник со всеми прихожанами делают первый земной поклон.
- «Сла́ва Отцу́ и Сы́ну и Свято́му Ду́ху. Крести́телю Христо́в, всех нас помяни́…» — второй поклон.
- «И ны́не и при́сно и во ве́ки веко́в. Ами́нь. Моли́те за ны святи́и апо́столи, святи́и вси…» — третий поклон.
- «Под Твое́ благоутро́бие прибега́ем Богоро́дице…» — без поклона.
- Чтец произносит: «Господи помилуй» 40 раз, Сла́ва.: И ны́не.:, «Честне́йшую херуви́м…», «И́менем Госпо́дним благослови́, о́тче».
- Священник: «Сый благослове́н Христос Бог наш…»
- Чтец: «Ами́нь. Небе́сный Царю́…»
- Священник дважды возглашает Молитву Ефрема Сирина с совершением 4-х земных поклонов, и 12 поясных — с Молитвой мытаря. По установившейся церковной практике, земные поклоны иерей совершает на амвоне перед царскими вратами.
- Чтец: Трисвятое по «Отче наш…».
- Священник: «Я́ко Твое́ есть Ца́рство…»
- Чтец: «Господи помилуй» — 12 раз.
- Возглас священника «Сла́ва Тебе́ Христе́ Бо́же, Упова́ние на́ше, сла́ва Тебе́».
- Отпуст.

## Великое повечерие и полунощница
На великом повече́рии пение везде заменяется чтением. Вместо «Го́споди сил с на́ми бу́ди…» тропари малого повечерия:
- тропарь дня «Спаси́ Го́споди лю́ди твоя́…»,
- тропарь храма, если храм освящён в честь Богородицы или какого-либо святого,
- «Бо́же оте́ц на́ших…»
- «И́же во всем ми́ре му́ченик твои́х…»
- «Сла́ва» — «Со святы́ми упоко́й…»
- «И ны́не» — «Моли́твами, Го́споди, всех святы́х…»

В конце повечерия малый отпуст, но нет молитвы «Влады́ко многоми́лостиве…». В службах повечерия и полунощницы присутствует молитва Ефрема Сирина с земными поклонами.

## Утреня
Утреня начинается с двупса́лмия, во время которого священник совершает полное каждение храма при закрытых царских вратах. После шестопса́лмия вместо обычного «Бог Госпо́дь…» поётся «Аллилу́иа» с четырьмя особыми стихами:
Стих 1: От но́щи у́тренюет дух мой к Тебе́, Бо́же, зане́ свет повеле́ния Твоя́ на земли́. (Исаия. 26:9,11,15)
Стих 2: Пра́вде научи́теся живу́щии на земли́.
Стих 3: За́висть прии́мет лю́ди ненака́занныя.

Стих 4: Приложи́ им зла, Го́споди, приложи́ зла сла́вным земли́.
во глас Окто́иха и вместо тропарей — тро́ичны, у которых певчие допевают окончания. У первого тро́ична окончание подбирается своё к каждому дню седми́цы.
Седа́льны по первом стихословии Псалти́ри (после прочтения первой кафизмы) выбираются в соответствии с текущим гласом Октоиха и днём седмицы. У седальнов есть свои стихи. Между седа́льными и Богородичным вставляется с припевом «Ди́вен Бог во святы́х свои́х Бог Изра́илев» «му́ченичен», если в каноне после 6-й песни есть кондак. Если же кондак отсутствует, то вместо него в каноне читается Мученичен, который из-за этого не вставляется между седельными и Богородичным.
Седальны по втором стихословии Псалтири, то есть, после чтения второй кафизмы, на ряду — в текущей службе Триоди Постной.
- Псалом 50,
- Каноны: Октоиха, Минеи и из Триоди — один полный канон, и два трипе́снца. Библейские песни «Го́сподеви пое́м…».
- Песнь 1-я — Октоиха 1-й канон[3] со ирмосом, без мученичнов, на 4 (ирмос 1-го канона единожды), Минеи (святого) на 6 (без ирмосов, песнь 1-я и 3-я), Триоди полный канон на 4 (без ирмоса, песнь 1-я).
- Песнь 3-я — Триоди полный канон со ирмосом на 6 (ирмос единожды), трипеснцы Триоди на 8 (без ирмосов). После Богородична 2-го трипе́снца — ещё дополнительный тропарь со стихом: «Сла́ва Тебе́, Бо́же наш, сла́ва Тебе́», который в счет не входит. На катавасию — ирмос 2-го трипеснца.
- По 3-й песни — малая ектения; седален святого. «Сла́ва, и ны́не…» — Крестобогородичен Минеи.
- Песнь 4-я — Октоиха 1-й канон со ирмосом на 6 (ирмос единожды), Минеи (святого) на 4 (без ирмоса, песнь 4-я), Триоди полный канон на 4 (без ирмоса, песнь 4-я).
- Песнь 5-я — Октоиха 1-й канон со ирмосом на 6 (ирмос единожды), Минеи (святого) на 4 (без ирмоса, песнь 5-я), Триоди полный канон на 4 (без ирмоса, песнь 5-я).
- Песнь 6-я — Октоиха 1-й канон со ирмосом, без мученичнов, на 4 (ирмос единожды), Минеи (святого) на 6 (без ирмосов, песнь 6-я и 8-я), Триоди полный канон на 4 (без ирмоса, песнь 6-я). На катавасию — ирмос полного канона Триоди.
- По 6-й песни — малая ектения; кондак и икос святого.
- Песнь 7-я — Октоиха 1-й канон со ирмосом, без мученичнов, на 4 (ирмос единожды), Минеи (святого) на 6 (без ирмосов, песнь 7-я и 9-я), Триоди полный канон на 4 (без ирмоса, песнь 7-я).
- Песнь 8-я — Триоди полный канон со ирмосом на 6 (ирмос единожды), трипеснцы Триоди на 8 (без ирмосов). «Хва́лим, благослови́м…». На катавасию — ирмос 2-го трипеснца.
- На 9-й песни поем «Честне́йшую». (Совершается обычное каждение.)
- Песнь 9-я — Триоди полный канон со ирмосом на 6 (ирмос единожды), трипеснцы Триоди на 8 (без ирмосов).
- На катавасию — ирмос 2-го трипеснца.
- По 9-й песни поется «Достойно есть». Малая ектения. Светильны Троичны гласа (как Великим постом).

«Хвалите Господа с Небес…» и хвалитные псалмы. Читается вседневное славословие.
- Стихиры на стиховне из Триоди.
- «Бла́го есть…» — один раз.
- Чтец: Трисвятое по «Отче наш…».
- Священник: «Я́ко Твое́ есть Ца́рство…»
- Чтец: «Ами́нь. В хра́ме стоя́ще сла́вы Твоея́…», «Господи помилуй» 40 раз, Сла́ва.: И ны́не.:, «Честне́йшую херуви́м…», «И́менем Госпо́дним благослови́, о́тче».
- Священник: «Сый благослове́н Христо́с Бог наш…»
- Чтец: «Ами́нь.»
- Священник дважды возглашает Молитву Ефрема Сирина с совершением 4-х земных поклонов, и 12 поясных — с Молитвой мытаря.

На всех часах обычные псалмы. Вместо отпустительного тропаря святому читаются тропари часов со своими стихами. Молитва Ефрема Сирина с шестнадцатью поклонами.

## Часы
На 1-м часе по «Отче наш…» — тропарь: «Ско́ро предвари́…». После молитвы Ефрема Сирина:
- Конечное Трисвятое по «О́тче наш…»
- Иерей — «Я́ко Твое́ есть Ца́рство…»
- Чтец: «Ами́нь», «Го́споди, поми́луй» 12 раз
- Иерей: «Христе́, Све́те И́стинный…»
- Хор: «Взбра́нной Воево́де…»
- Иерей: «Сла́ва Тебе́, Христе́ Бо́же…»
- Хор: «Сла́ва…, и ны́не…», «Го́споди, поми́луй» (трижды), «Благослови́»
- Отпуст и
- Многолетны.

Исхождение в притвор, где совершается обычная лития о усопших.
На 3-м часе по «О́тче наш…» — тропарь: «Благослове́н еси, Христе Боже наш…», «Слава…» — ин тропарь: «Ско́рое и изве́стное даждь Утеше́ние…», «И ны́не…» — Богородичен: «Наде́жда и предста́тельство…». «Господи, помилуй» 40 раз.
На 6-м часе после тропаря 6-го часа с двумя стихами и богородичным 6-го часа:
- Чтец — из Триоди читает тропарь пророчества, «Слава, и ныне…» — тот же тропарь, прокимен, стих, премию, прокимен, стих — всё из Триоди, затем из Часослова продолжает читать стих 6-го часа: «Ско́ро да предваря́т ны…», Трисвятое.
- По «О́тче наш…» иерей — возглас.
- Чтец — тропарь: «Спасе́ние соде́лал еси…», «Сла́ва…» — ин тропарь: «Пречи́стому О́бразу Твоему́…», «И ны́не…» — Крестобогородичен: «Препросла́влена еси́, Богоро́дице Де́во…». «Го́споди, поми́луй» (40).

На 9-м часе по «О́тче наш…» — тропарь: «Ви́дя разбо́йник…», «Слава…» — ин тропарь: «Посреде́ двою́ разбо́йнику…», «И ны́не…» — Крестобогородичен: «А́гнца, и Па́стыря…». Молитва прп. Ефрема Сирина с тремя великими поклонами.

## Изобрази́тельны
Открывается завеса царских врат и читаются: «Благослови́, душе́ моя, Го́спода…», «Слава…», «Хвали́, душе́ моя, Го́спода…», «И ныне…», «Единоро́дный Сы́не…», «Во Царствии Твоем…», «Слава, и ныне…», «Помяни́ нас, Го́споди…», «Помяни́ нас, Влады́ко…», «Помяни нас, Святы́й…», «Лик Небе́сный…», «Приступи́те к Нему́…», «Лик Небесный…», «Слава…», «Лик святы́х А́нгел…», «И ныне…», «Ве́рую…», «Осла́би, оста́ви…», «Отче наш…».
Иерей: «Я́ко Твое́ есть Ца́рство…». Чтец — «Аминь», и читает кондаки:
- В храме Господском — кондак дневной, кондак преподобного. «Сла́ва» — «Со святы́ми упоко́й…», «И ны́не» — «Предста́тельство христиа́н…».
- В храме Богородицы — дневной, преподобного. «Слава» — «Со святыми упокой…», «И ныне» — кондак храма.
- В храме святого — дневной, кондак храма, преподобного. «Слава» — «Со святыми упокой…», «И ныне» — «Предстательство христиан…».

Далее: «Господи, помилуй» 40 раз, «Слава, и ныне…», «Честне́йшую Херуви́м…», «И́менем Госпо́дним…».
- Иерей: «Бо́же, уще́дри ны…».
- Чтец: «Аминь».
- Иерей — молитву прп. Ефрема Сирина с 16 поклонами.

## Вечерня и повечерие следующего дня
И сразу начинается вечерня следующего дня. Прокимен из Триоди, стих к нему, паремия, второй прокимен со стихом, «Сподоби, Господи…». На стиховне стихиры Триоди, глас 3-й (с припевами обычными). По «Трисвятом»:
- тропарь рядового святого,
- «Слава, и ныне…» — Богородичен по гласу тропаря.
- ектения сугубая: «Помилуй нас, Боже…». Иерей — возглас: «Яко Милостив и Человеколюбец…». Хор: «Аминь».
- возглас: «Премудрость»,
- хор: «Благослови»,
- иерей: «Сый благослове́н…».
- чтец читает: «Небе́сный Царю́…» (или хор поёт: «Утверди́, Бо́же…»)
- Молитва прп. Ефрема Сирина с тремя великими поклонами.
- чтец: «Ами́нь». «Всесвята́я Тро́ице…». «Бу́ди и́мя Госпо́дне…» (трижды), «Слава, и ныне…», «Благословлю́ Го́спода…» (псалом 33-й).
- диакон (или иерей): «Премудрость.»
- хор: «Досто́йно есть…» до слов: «и Ма́терь Бо́га на́шего.» (включительно).
- иерей: «Пресвятая Богородице, спаси нас.»
- хор: «Честнейшую Херувим…».
- иерей: «Слава Тебе, Христе Боже…».
- хор: «Слава, и ныне…», «Господи, помилуй» (трижды), «Благослови.»
- Отпуст и многолетны.

Исхождение в притвор и обычная лития о усопших.
Повече́рие ма́лое, и пое́м кано́н Мине́и на ряду́ в суббо́ту хотя́щаго прилучи́тися свята́го" (ср.: Типикон, гл. 49, «В ту́южде среду сырную», «В среду ве́чера»). Порядок тропарей и кондаков следующий:
- В храме Господском, Богородицы, Архангелов или Предтечи — тропарь храма, тропари дня: «Апостоли святии…», «Правило веры…». «Боже отец наших…», «Иже во всем мире…». «Слава» — «Со святыми упокой…», «И ныне» — «Молитвами, Господи…».
- В храме Апостолов[5] — тропари дня: «Апостоли святии…», «Правило веры…». «Боже отец наших…», «Иже во всем мире…». «Слава» — «Со святыми упокой…», «И ныне» — «Молитвами, Господи…».
- В храме святого — тропари дня: «Апостоли святии…», «Правило веры…», тропарь храма[6]. «Боже отец наших…», «Иже во всем мире…». «Слава» — «Со святыми упокой…», «И ныне» — «Молитвами, Господи…».

Литургия в этот день не совершается.

## При совпадении с неподвижными праздниками

### На трёх святителей
30 января (12 февраля) Православная церковь празднует Собор трёх святителей. В память «и́же во святы́х оте́ц на́ших, и вели́ких иера́рхов, Васи́лиа вели́каго, Григо́риа богосло́ва и Иоа́нна златоу́стаго» Устав обычно предлагает совершение Всенощного бдения . Но если праздник трёх святителей случится в среду Сырной седмицы: следует перенести всё богослужение святителям на день раньше — на вторник той же седмицы. Если же память святителей пришлась на пяток Сырной седмицы — поём службу их в четверток. Аллилуйные же службы, в этом случае, совершаются в своё время и никак не нарушаются. 

### В праздник Сретения Господня
При совпадении праздника Сретения Господня со средой или пятком Сырной седмицы — поётся служба праздника. При этом в день праздника совершается Литургия Иоанна Златоуста.